# Henri Cohen (Mathematiker)

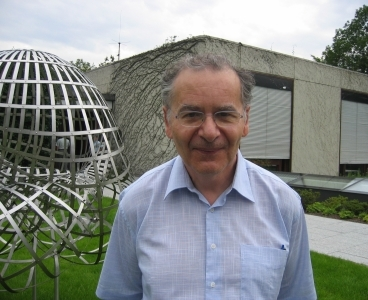
Henri Cohen in Oberwolfach 2007

Henri Cohen (* 8. Juni 1947) ist ein französischer Mathematiker, der sich mit algorithmischer Zahlentheorie beschäftigt.
Cohen studierte 1966 bis 1970 an der École normale supérieure, unter anderem bei Jean-Louis Verdier und Jean-Pierre Serre. 1976 habilitierte er sich (Doctorat d’Etat) an der Universität Bordeaux bei Jacques Martinet (Formes modulaires à une ou deux variables). 1978 wurde er Professor an der Universität Grenoble und war ab 1981 Professor an der Universität Bordeaux, wo er eine französische Schule der algorithmischen Zahlentheorie aufbaute. Inzwischen ist er dort Professor Emeritus.
Cohen befasste sich schon seit Ende der 1960er Jahre mit Computeranwendungen in der Zahlentheorie. Er verbesserte und implementierte 1981 mit Hendrik Lenstra den APRCL-Primzahltest (nach den Anfangsbuchstaben der Entwickler) von Leonard Adleman, Carl Pomerance und Robert Rumely von 1980, einer Erweiterung des Fermatschen Primzahltests, der noch heute viel benutzt wird und der erste Test war, der auch auf die in der Public-Key-Kryptographie (RSA) verwendeten Primzahlen von hundert und mehr Stellen (verwendet werden heute 1000 bzw. 2000 Stellen) effizient anwendbar war.
Cohen entwickelte auch in der algebraischen Zahlentheorie Algorithmen zum Beispiel zur Bestimmung von Klassenkörpern, wobei er in den 1990er Jahren teilweise mit Francisco Diaz y Diaz und Michel Olivier zusammenarbeitete (zum Beispiel über quartäre Zahlkörper). Mit H. Lenstra stellte er 1982 heuristische Vermutungen über die Struktur der Klassengruppen quadratischer Zahlkörper auf, die ein wichtiges ungelöstes Problem der algebraischen Zahlentheorie wurden. Heuristiken von Klassengruppen höherer Zahlkörper untersuchte er auch mit seinem Lehrer in Bordeaux Jacques Martinet (Cohen-Martinet-Heuristiken). Cohen ist nicht zuletzt durch einige Lehrbücher zur algorithmischen Zahlentheorie bekannt. Für zahlentheoretische Anwendungen entwickelte er um 1985 das freie, in C geschriebene Computeralgebra-Softwarepaket PARI/GP, heute unterhalten von Karim Belabas von der Universität Toulouse. Es gehört zu den meistgenutzten Computeralgebra-Systemen in der Zahlentheorie.
2000 erhielt er den F.L.-Bauer-Preis der TU München. 2002 war er Invited Speaker auf dem Internationalen Mathematikerkongress in Peking (Constructing and counting number fields).

## Schriften
- A course in computational algebraic number theory. Springer, Graduate Texts in Mathematics, Bd. 138, 1. Auflage 1993, 4. Auflage 2000, ISBN 0-387-55640-0.
- Advanced topics in computational number theory. Graduate Texts in Mathematics, Bd. 193, Springer, 2000, ISBN 0-387-98727-4.
- Number Theory. Springer, Graduate Texts in Mathematics, Bd. 239/240, 2 Bände (Bd. 1 Tools and Diophantine Equations, ISBN 978-0-387-49922-2, Bd. 2 Analytic and modern tools, ISBN 978-0-387-49893-5), 2007.
- Herausgeber mit Gerhard Frey: Handbook of elliptic and hyperelliptic curve cryptography. Chapman and Hall, 2006 (Autoren Roberto Avanzi, Christophe Doche, Tanja Lange, Kim Nguyen, Frederik Vercauteren).

## Verweise
1. ↑  Henri Cohen im Mathematics Genealogy Project (englisch)
2. ↑  Die Fermat-Kongruenz wird in einigen höheren Zahlkörpern, besonders Kreisteilungskörpern, getestet.
3. ↑  Henri Cohen, Hendrik Lenstra: Primality testing and Jacobi sums. Mathematics of Computation, Bd. 42, 1984, S. 297–330.
4. ↑  Henri Cohen, Arjen Lenstra: Implementation of a new primality test. Math. Computation, Bd. 48, 1987, S. 103–121.
5. ↑  Henri Cohen, Hendrik Lenstra: Heuristics on class groups of number fields. In: Number Theory-Noordwijkerhout 1983. Lecture Notes in Mathematics, Bd. 1068, 1984, S. 33, zum Beispiel:

Étienne Fouvry, Jürgen Klüners: Cohen-Lenstra heuristics of quadratic number fields. (Memento vom 25. Juni 2007 im Internet Archive). (PDF; 203 kB).

Henri Cohen: A course in computational algebraic number theory. Springer 1996, S. 296.
6. ↑  Henri Cohen, Jacques Martinet: Class groups of number fields – numerical heuristics. Math. Computation, Bd. 48, 1987, S. 123.

Heuristics on class groups: some good primes are not too good, Math. Computation, Bd. 63, 1994, S. 329.
7. ↑  Das Programm hatte aber einen Vorläufer in dem 1979 von Cohen und François Dress geschriebenen Interpreter Isabelle.
8. ↑  GP ist die Kommandozeilen-Schnittstelle.

| Personendaten    | Personendaten              |
| ---------------- | -------------------------- |
| NAME             | Cohen, Henri               |
| KURZBESCHREIBUNG | französischer Mathematiker |
| GEBURTSDATUM     | 8. Juni 1947               |